# Mexipedium xerophyticum
Mexipedium xerophyticum je druh orchideje z podčeledi Cypripedioideae a jediný druh rodu Mexipedium. Je to poměrně drobná, dužnatá bylina s relativně malými, bílými květy s kulovitým pyskem. Roste jako litofyt na vápencových výchozech v mexickém státě Oaxaca. Byla objevena v roce 1985 a dosud byla nalezena pouze v několika exemplářích na jediné lokalitě, která nebyla nikdy zveřejněna. V přírodě je rostlina ohrožena vyhynutím, lze se s ní však setkat v kultuře.

## Popis
Mexipedium xerophyticum je drobná, terestricky nebo litofyticky rostoucí orchidej. Listy jsou zelené, dužnatě kožovité, čárkovitě podlouhlé, konduplikátní (na řezu ve tvaru písmene V), dvouřadě uspořádané, v počtu 3 až 7. Nejdelší list bývá 3,5 až 12 cm dlouhý a 1,2 až 1,8 cm široký, asi 1 mm tlustý. Květenství je řídce latovitá, vždy pouze s jedním otevřeným, dlouho vytrvávajícím květem.
Květy jsou bílé a mají 1,5 až 2 cm v průměru. Horní kališní lístek je na vrcholu růžový, eliptický, vně chlupatý, tvarem podobný spodnímu. Korunní lístky i vakovitý pysk jsou bílé. Boční korunní lístky jsou téměř vodorovné, zahnuté, páskovité, až 1,5 cm dlouhé a 0,3 cm široké, se zvlněným okrajem. Pysk je nafouklý, téměř kulovitý, 1 až 1,4 cm dlouhý a 0,7 až 0,9 cm široký. Staminodium je trojlaločné, bílé, s růžovým středním lalokem.

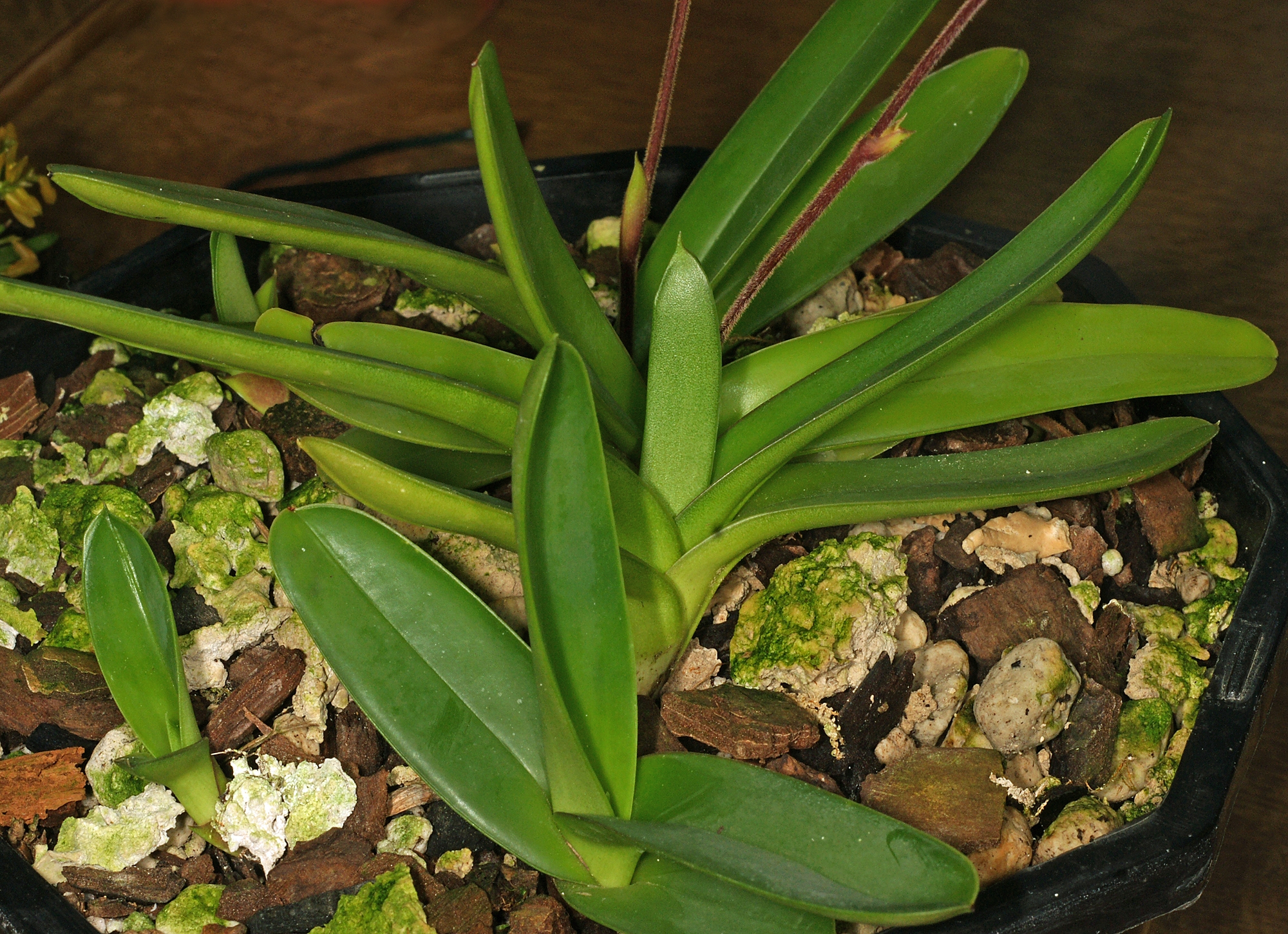
Sterilní rostliny
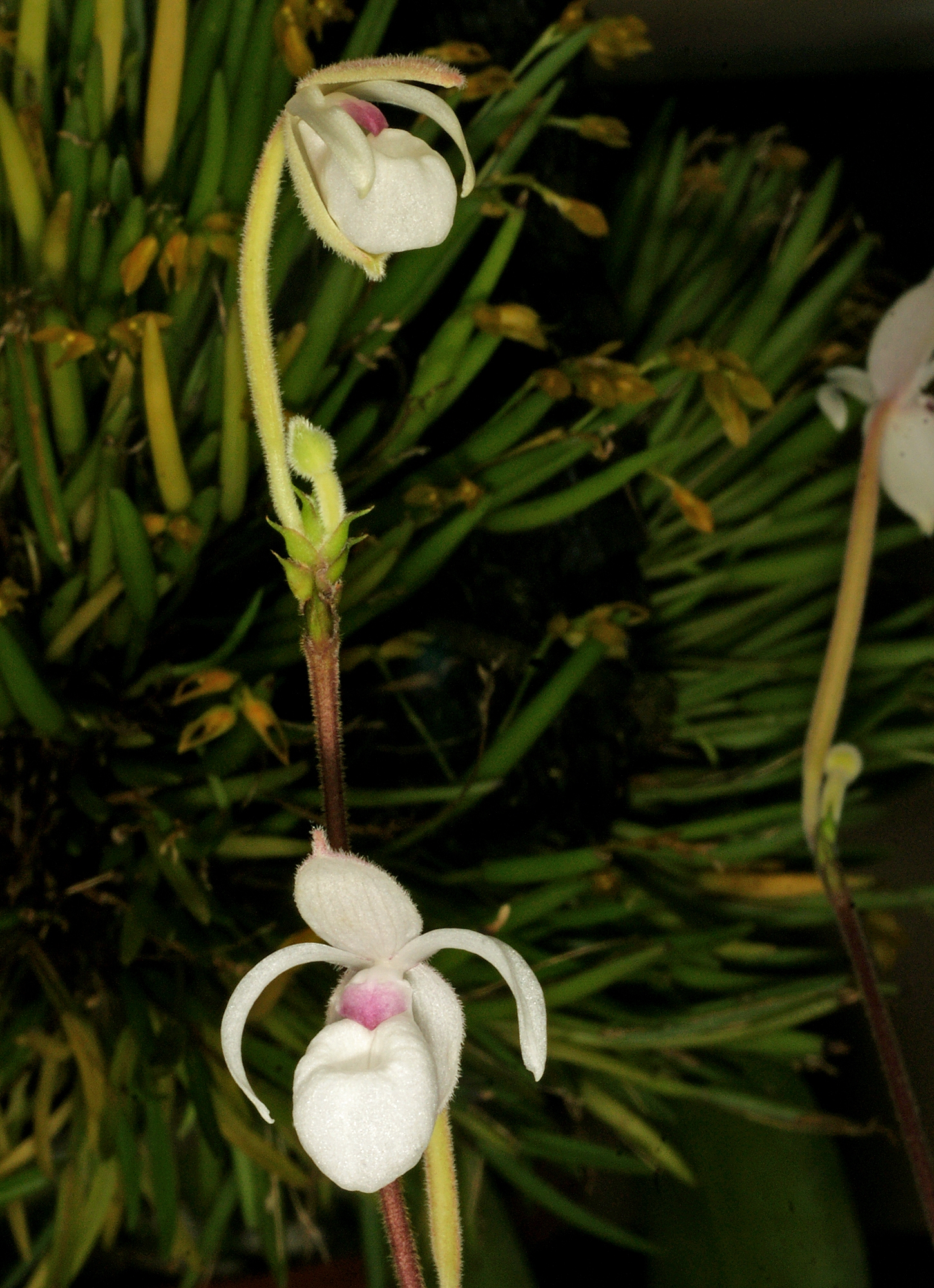
Květenství

## Rozšíření
Orchidej Mexipedium xerophyticum je endemit jihozápadního Mexika. Druh byl dosud nalezen na jediné lokalitě v regionu Chimalapas v oblasti Tehuantepecké šíje v mexickém státě Oaxaca. Oblast se vyznačuje velmi vlhkým létem a suchým obdobím v zimě a na jaře. Lokalita je tvořena vápencovým výchozem, ležícím  v nadmořské výšce 350 metrů, a má rozlohu jen asi 1 hektar. Výchoz je porostlý otevřenou suchomilnou vegetací s velkým podílem sukulentů, v níž dominují kaktusy rodu Acanthocereus, agáve, noliny, juky a plumérie. V širším okolí se nachází tropický deštný les a teplomilné dubové lesy.
Místo nálezu nebylo z důvodu ochrany lokality před sběrateli nikdy zveřejněno.
Rostlina roste jako litofyt na severně nebo východně orientovaných skalních stěnách, a to v kapsách humusu na místech, kam nedopadá přímé polední sluneční světlo. Roste zde ve společnosti vranečků a bromélií.

## Ohrožení a ochrana
Druh je ve volné přírodě kriticky ohrožený vyhynutím. Při jeho objevu bylo nalezeno pouhých 7 rostlin. Při expedici na lokalitu, uspořádané v roce 2009, bylo zjištěno, že původní lokalita byla zničena požárem a zbyla na ní jediná rostlina, poblíž však bylo nalezeno 6 jiných exemplářů. Nebyly nalezeny žádné semenáčky. Vzhledem k nízké životaschopnosti populace není ochrana in situ perspektivní a druh je ve volné přírodě zřejmě odsouzen k vyhynutí. 
Druh je uveden v příloze I CITES.

## Taxonomie
Druh se nepodobá žádnému jinému druhu orchideje. Poprvé byl popsán v roce 1990 pod názvem Phragmipedium xerophyticum. Od rodu Phragmipedium se však významně odlišuje typem placentace a stavbou semeníku, v němž je pouze jedna komůrka podobně jako u asijského rodu Paphiopedilum. 
V roce 1992 byl na základě morfologie a analýzy chloroplastové DNA přeřazen do samostatného monotypického rodu Mexipedium.
Sesterskou větví je rod Phragmipedium. s nímž je druh Mexipedium xerophyticum také schopen křížení.
Druh byl poprvé nalezen v září roku 1985 v mexickém státě Oaxaca a sebrán do herbáře. V roce 1988 byla lokalita znovu navštívena a bylo nalezeno 7 živých rostlin. Z nich byly odebrány malé oddělky a po rozpěstování rozeslány expertům v různých částí světa. Z těchto rostlin pocházejí patrně všechny exempláře této rostliny v kultuře po celém světě. Rostlina poprvé v kultuře vykvetla v roce 1992.

## Pěstování
Navzdory velké vzácnosti v přírodě je druh docela dobře pěstovatelný. Vyžaduje vzdušný, dobře propustný substrát a v zimě kompletní omezení zálivky. Nároky na světlo jsou střední. Doporučuje se hnojení každé 2 týdny hnojivem zředěným na čtvrtinovou koncentraci.
Ideální letní teploty jsou 28–29 °C ve dne a 20–21 °C v noci, zimní 24–27 °C ve dne a 16–18 °C v noci. Vlhkost vzduchu by měla být v rozmezí 80–90 % po celý rok.